# パブロフ (テレビ番組)
『パブロフ』は、テレビ宮崎で2012年4月7日より2020年12月まで土曜深夜に放送されていた情報番組。

## 概要
- MIYAZAKI経済ナビ終了に伴い、2012年4月7日に放送開始、2020年12月放送終了。実質の次番組は、You & Live Smile
- 『条件反射的に見たくなる番組』をコンセプトに、宮崎のお店、企業などの伝える番組、番組のキャラクターに『パブロフ犬』がある。

## 出演者
- Mr.バニー
- 黒木梨澄

## 過去の出演者
- 久保雪

## 放送時間
- 土曜 23:40 - 23:55
2015年3月までは23:15 - 23:30だったが、『さんまのお笑い向上委員会』放送開始などに伴い現時間帯へ繰り下げとなった。
『土曜プレミアム』枠拡大時などは放送時間が変更、あるいは休止になる場合あり。また『FNS27時間テレビ』や『24時間テレビ「愛は地球を救う」』といった大型特番放送時も休止となる。